# Roman Mistewicz

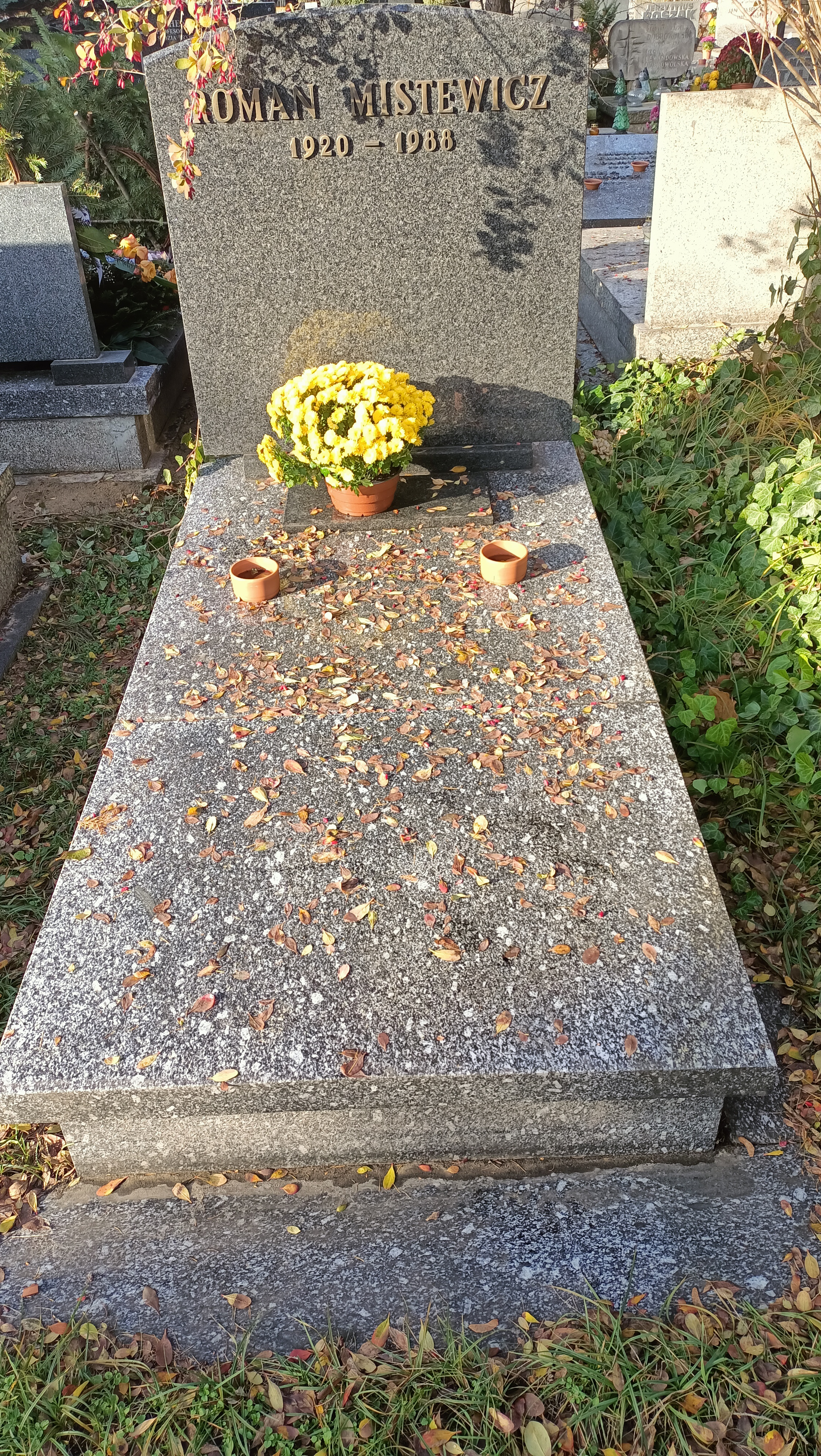
Grób Romana Mistewicza na cmentarzu Wojskowym na Powązkach

Roman Marian Mistewicz (ur. 6 czerwca 1920 w Warszawie, zm. 28 marca 1988) – polski działacz partyjny i państwowy, inżynier mechanik, podsekretarz stanu w Ministerstwie Oświaty i Szkolnictwa Wyższego (1966–1972), wiceprezes Najwyższej Izby Kontroli (1980–1988).

## Życiorys
Syn Antoniego i Władysławy. Do 1939 uczył się w Państwowym Liceum i Gimnazjum im. T. Czackiego, następnie do 1940 uczył się w konspiracji. Od 1941 do 1946 pracownik Rejonowej Spółdzielni Rolniczo-Handlowej w Otwocku jako pomoc biurowa i konwojent transportowy. W 1947 rozpoczął studia w Szkole Inżynierskiej im. Hipolita Wawelberga i Stanisława Rotwanda, w 1952 uzyskał tytuł inżyniera mechanika na Politechnice Warszawskiej. Pracował na tej uczelni jako asystent w Katedrze Budowy Samochodów. W 1952 skierowany do pracy w Ministerstwie Szkolnictwa Wyższego, gdzie od 1954 był wicedyrektorem, a od 1962 dyrektorem Departamentu Studiów Technicznych. W marcu 1966 objął funkcję dyrektora generalnego resortu (już pod nazwą Ministerstwo Oświaty i Szkolnictwa Wyższego).
W 1945 wstąpił do Polskiej Partii Socjalistycznej (lubelskiej), następnie działał w Polskiej Zjednoczonej Partii Robotniczej. Był I sekretarzem (1956–1958) i członkiem egzekutywy POP PZPR w Ministerstwie Szkolnictwa Wyższego. Od listopada 1966 do maja 1972 podsekretarz stanu w Ministerstwie Oświaty i Szkolnictwa Wyższego, następnie był wiceprezesem Urzędu Patentowego PRL (maj 1972 – maj 1980) i Najwyższej Izby Kontroli (listopad 1980 – marzec 1988). Zmarł w trakcie sprawowania ostatniej z funkcji.
Został pochowany na Cmentarzu Wojskowym na Powązkach.

## Odznaczenia
Wśród wielu nadanych mu odznaczeń znajdowały się m.in.:
- Order Sztandaru Pracy I klasy
- Order Sztandaru Pracy II klasy
- Krzyż Komandorski Orderu Odrodzenia Polski (1969)[7]
- Krzyż Kawalerski Orderu Odrodzenia Polski